# دهستان شاهمردی
دهستان شاهمردی، یکی از دهستان‌های بخش بمانی شهرستان سیریک در استان هرمزگان ایران است. مرکز این دهستان، روستای شهیدمردان است.

## جمعیت
بر پایه سرشماری عمومی نفوس و مسکن در سال ۱۳۹۵، جمعیت دهستان شاهمردی برابر با ۵٬۵۴۸ نفر بوده‌است.